# Fabian Wrede (jurist)
Louis Fabian Wrede, född 26 juni 1910 i Elimä, var en finländsk friherre och jurist.
Wrede, som var son till godsägare, friherre Otto Rabbe Wrede av friherrliga ätten Wrede af Elimä och Ebba Ingeborg Zethelius, blev student 1928, avlade högre rättsexamen 1934 och blev vicehäradshövding 1937. Han var kronofogde i Korsholms härad 1938, extra ordinarie tjänsteman vid Vasa hovrätt 1937–1939, tillförordnad borgmästare kortare tider i Kristinestad, Kaskö och Brahestad 1935, 1936 och 1939, tillförordnad rådman vid rådhusrätten i Vasa 1939, tillförordnad yngre rådman vid rådhusrätten i Helsingfors 1941 och 1943, brottmålsnotarie 1944, stadsfiskal 1945 samt brottmålsnotarie 1946 och 1947. Han var notarie vid Högsta förvaltningsdomstolen 1950–1952, tidvis som föredragande, länsman i Jomala m.fl. socknars distrikt 1952–1960 och äldre kamrer vid länsstyrelsen i landskapet Åland från 1960. Han var tillförordnad föredragande för lantbruksärenden vid Ålands länsstyrelse från 1960.